# 라이크 어 보스
《라이크 어 보스》(영어: Like a Boss)는 미국에서 제작된 미겔 아르테타 감독의 2020년 코미디 영화이다. 티퍼니 해디시, 로즈 번, 살마 하예크 등이 출연하였다.
이 영화는 미국에서 2020년 1월 10일 파라마운트 픽처스에 의해 극장 개봉하였다. 비평가들로부터 부정적인 평가를 받았으며 박스오피스 봄이 되었다.

## 출연
- 티퍼니 해디시
- 로즈 번
- 살마 하예크
- 제니퍼 쿨리지
- 빌리 포터
- 카란 소니
- 너타샤 로스웰
- 제시카 세인트클레어
- 아리 그레이너
- 지미 O. 양
- 라이언 핸슨
- 제이컵 래티모어
- 리사 쿠드로
- 세스 롤린스